# Batalla de Stainmore
La Batalla de Stainmore fue un acontecimiento bélico que tuvo lugar en Stainmore, Westmorland, que supuso el fin de la hegemonía escandinava en Northumbria. La batalla enfrentó a los ejércitos de Bernicia al mando de Osulf I de Bamburgh, y los vikingos de Jórvik liderados por el rey Erik Hacha sangrienta. Según el historiador Frank Stenton, la muerte de Erico fue resultado de una traición protagonizada por un hiberno-nórdico llamado Maccus (posible hijo de Olaf Cuaran) y su muerte desembocó en un vacío de poder, que contribuyó a que se disolviera el reino vikingo de York y pasara a la Corona inglesa del rey Edred, integrándose en el territorio de Bamburgh, en aquel entonces parte de Northumbria.
Aunque en principio parecía que Northumbria fue gobernada por Eadwulf II de Northumbria y Edred, el poder que compartían Olaf Cuaran y el insaciable Erico de Noruega era más efectivo y real con continuas incursiones a los territorios vecinos para saciar la codicia del séquito real noruego, lo que hizo inevitable una confrontación. La batalla se puede entender como una emboscada planificada por Maccus y Osulf para finiquitar la situación.